# شیائومی اس‌یو۷
شیائومی اس‌یو۷ (چینی: 小米SU7; پین‌یین: Xiǎomǐ SU7, تلفظ به‌صورت "‎/su/‎ seven" or ‎/sutʃiː/‎ s-oo-tch-ee در چینی) یک سدان اندازه بزرگ باتری الکتریکی است که توسط شرکت چینی Xiaomi Auto، زیرمجموعه شرکت چینی لوازم الکترونیکی مصرفی شیائومی ساخته شده است. این خودرو اولین وسیله نقلیه شیائومی است و طبق قرارداد با بایک آف-رود در پکن تولید می‌شود. این خودرو در دسامبر ۲۰۲۳ معرفی شد و به‌طور رسمی در ۲۸ مارس ۲۰۲۴ در پکن عرضه شد. شیائومی در همان روز شروع به گرفتن سفارش برای ماشین کرد.
به گفته شیائومی، 'اس‌یو' مخفف 'اسپید اولترا'، و عدد ۷ نشان‌دهنده بخش بازار خودرو است. «اس‌یو» ممکن است اشاره‌ای به کلمه چینی速 (پین‌یین: sù) به معنای سرعت باشد. اس‌یو۷ در سه نسخه به نام‌های اس‌یو۷، اس‌یو۷ پرو و اس‌یو۷ مکس عرضه می‌شود.

## تاریخچه
شیائومی در مارس ۲۰۲۱ قصد خود برای ورود به بازار خودروهای الکتریکی را اعلام کرد. لی جون، مدیرعامل شیائومی ادعا کرد که این شرکت ۱۰ میلیارد یوان (۱٫۴ میلیارد دلار) در این پروژه سرمایه‌گذاری خواهد کرد. شرکت شیائومی اتومبیل در سال ۲۰۲۱ در منطقه توسعه اقتصادی و فناوری پکن تأسیس شد. این شرکت در اوت ۲۰۲۳ مجوز تولید خودرو را از کمیسیون توسعه و اصلاحات ملی چین دریافت کرد.
تولید اس‌یو۷ در دسامبر ۲۰۲۳ آغاز شد و در ۲۸ دسامبر ۲۰۲۳ معرفی شد. قیمت خرده فروشی در ۲۸ مارس ۲۰۲۴ اعلام شد که قیمت نسخه استاندارد آن ۲۱۵٬۹۰۰ یوان (۳۰٬۴۰۸ دلار آمریکا) است.

## طراحی
اس‌یو۷ با نام رمز MS11 توسعه یافته است. تیم طراحی توسط سرطراح لی تیانیوان رهبری می‌شد که از ب‌ام‌و گرفته شده بود. به گفته لی جون، او سه پیشنهاد طراحی را به دلیل نگرانی‌های دوام رد کره بود. شیائومی این خودرو را در مقابل پورشه تایکان و تسلا مدل اس محک زد.
این سدان به سیستم تعلیق بادی با کمک‌فنرهای تطبیقی، مشبک شاتر فعال و بال عقب فعال با چهار سطح تنظیم مجهز شده است. این شرکت ادعا می‌کند که ضریب درگ اس‌یو۷ با ۰٫۱۹۵ کمترین میزان در جهان است.
اس‌یو۷ به سیستم اطلاعات و سرگرمی با صفحه نمایش لمسی ۱۶٫۱ اینچی با وضوح ۳کی مجهز شده است. سیستم اطلاعات سرگرمی توسط سیستم روی تراشه (SoC) کوالکام اسنپ‌دراگون ۸۲۹۵ و بر اساس رابط کاربری هایپراواس شیائومی (小米澎湃OS) طراحی شده است. یک سیستم کمک راننده با نام تجاری Xiaomi Pilot با ۱۶ عملکرد در این خودرو به‌طور استاندارد در دسترس است که از SoCهای سیستم انویدیا درایو اورین استفاده می‌کند.
اس‌یو۷ از تأمین کنندگان بین‌المللی زیادی برای قطعات خود استفاده می‌کند، از جمله بوش، برمبو، کونتیننتال، تیسن‌کروپ، زداف فریدریشسهافن، بنتلر، گروه شفلر و نکستیر اتوموتیو. این خودرو همچنین از کارپلی اپل برای تعامل با آی پد پشتیبانی می‌کند.

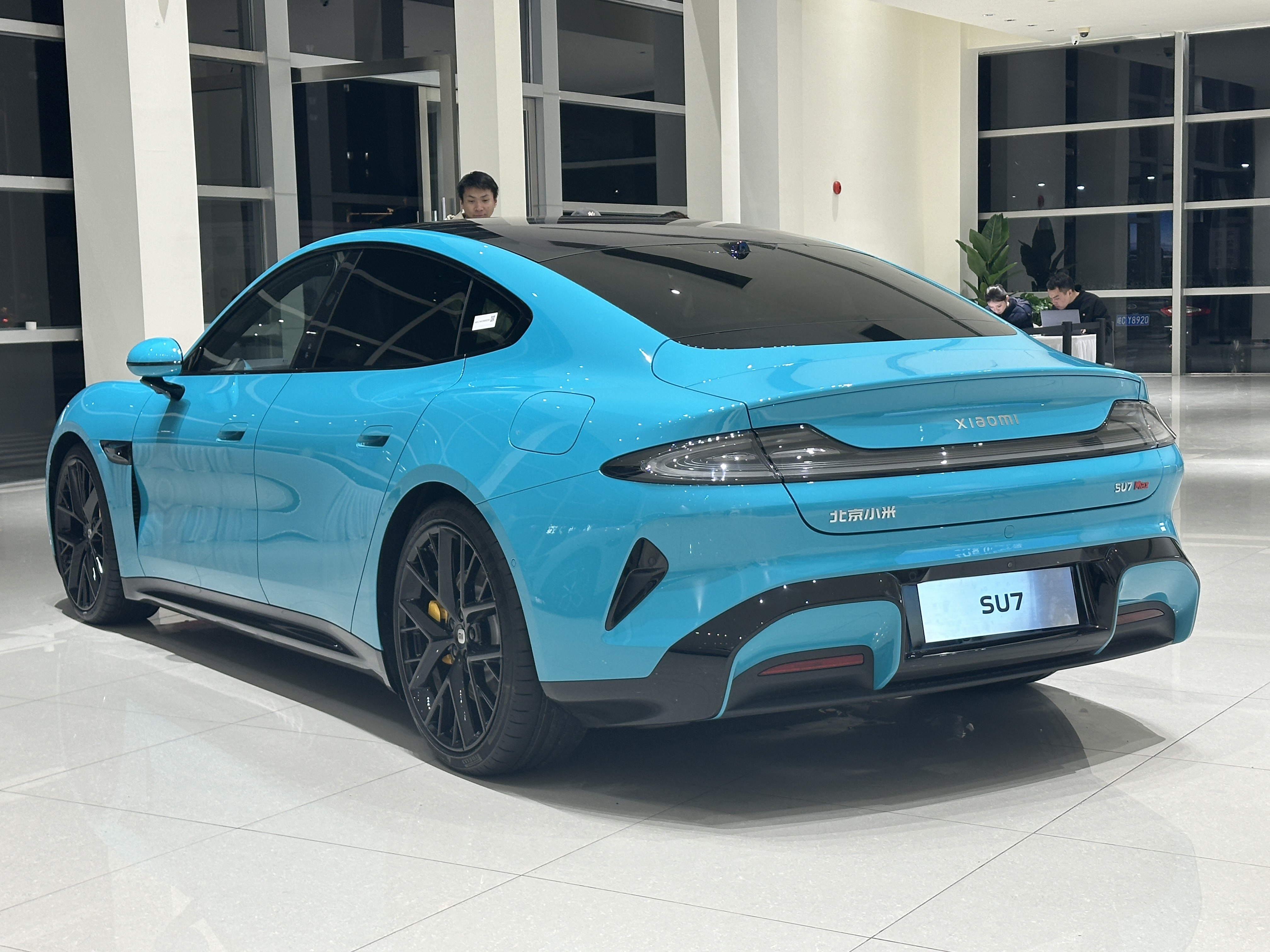
نمای عقب
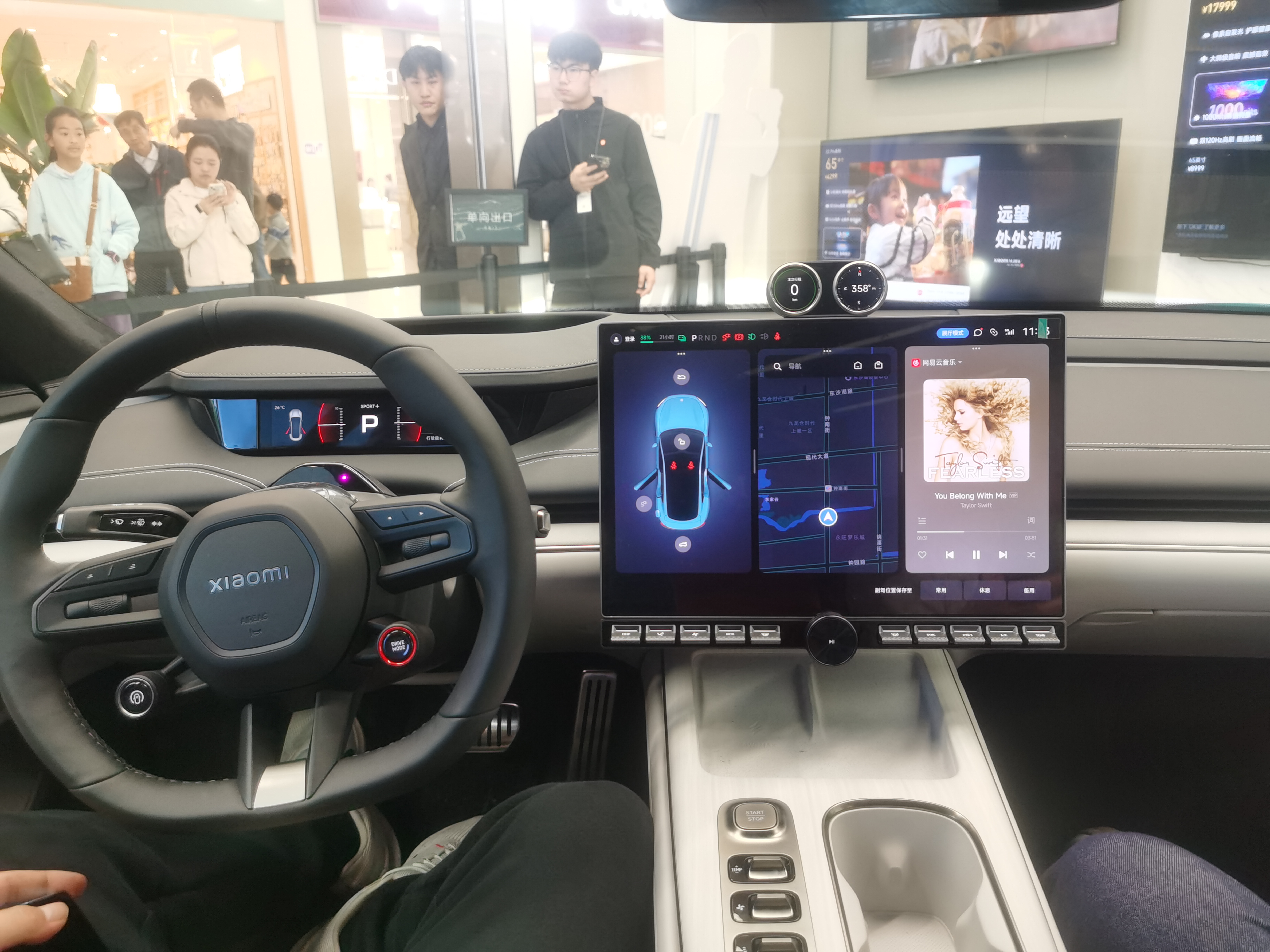
نمای داخلی

## ویژگی‌های فنی
اس‌یو۷ بر اساس معماری الکتریکی ۸۰۰ ولت با حداکثر ۸۷۱ ولت ساخته شده است. این شرکت موتورهای الکتریکی مورد استفاده توسط اس‌یو۷ را به عنوان "سری هایپرانجین وی۶" به بازار عرضه می‌کند. اس‌یو۷ پایه با دیفرانسیل عقب با ولتاژ ۴۰۰ ولت کار می‌کند و توان ۲۲۰ کیلووات (۲۹۹ اسب بخار متری؛ ۲۹۵ اسب بخار) و گشتاور ۴۰۰ نیوتن متر (۲۹۵ پوند نیرو-فوت؛ ۴۱ کیلوگرم متر) را ارائه می‌دهد. اس‌یو۷ مکس تمام چرخ متحرک با ولتاژ ۸۰۰ ولت کار می‌کند و در مجموع ۴۹۵ کیلووات (۶۷۳ اسب بخار متری؛ ۶۶۴ اسب بخار) قدرت و ۸۳۸ نیوتن متر (۶۱۸ پوند نیرو-فوت؛ ۸۵ کیلوگرم متر) گشتاور را ارائه می‌کند.
اس‌یو۷ مکس از باتری ۱۰۱ کیلووات ساعتی لیتیم نیکل منگنز کبالت اکسید استفاده می‌کند که توسط CATL و با نام تجاری Qilin در قالب سلول به بسته نصب شده است. مدل پایه، اس‌یو۷ دیفرانسیل عقب از باتری کوچکتر لیتیم آهن سولفات ۷۳٫۶ کیلوواتی استفاده می‌کند. شیائومی همچنین قصد دارد نسخه‌هایی با باتری‌های ۱۳۲ کیلووات ساعتی و ۱۵۰ کیلووات ساعتی را عرضه کند. طبق گفته‌های شیائومی، اس‌یو۷ پایه قادر است در ۵٫۲۸ ثانیه از ۰–۱۰۰ کیلومتر بر ساعت (۰–۶۲ مایل بر ساعت) شتاب بگیرد، در حالی که اس‌یو۷ مکس در ۲٫۷۸ ثانیه از ۰–۱۰۰ کیلومتر بر ساعت (۰–۶۲ مایل بر ساعت) می‌رسد. سرعت نهایی برای مدل پایه به ۲۱۰ کیلومتر بر ساعت (۱۳۰ مایل بر ساعت) و برای اس‌یو۷ مکس به ۲۶۵ کیلومتر بر ساعت (۱۶۵ مایل بر ساعت) محدود شده است.
| مدل     | باتری             | سال‌ها      | طرح      | قدرت                                          | گشتاور                                            | ۰–۱۰۰ کیلومتر بر ساعت (۰-۶۲ مایل بر ساعت) (رسمی) | حداکثر سرعت                            |
| ------- | ----------------- | ---------- | -------- | --------------------------------------------- | ------------------------------------------------- | ------------------------------------------------ | -------------------------------------- |
| SU7     | ۷۳٫۶ کیلووات ساعت | ۲۰۲۳–اکنون | محور عقب | ۲۲۰ کیلووات (۲۹۹ اسب بخار متری؛ ۲۹۵ اسب بخار) | ۴۰۰ نیوتن متر (۲۹۵ پوند نیرو-فوت؛ ۴۱ کیلوگرم متر) | ۵٫۲۸ ثانیه                                       | ۲۱۰ کیلومتر بر ساعت (۱۳۰ مایل بر ساعت) |
| SU7 Pro | ۹۴٫۳ کیلووات ساعت | ۲۰۲۳–اکنون | محور عقب | ۲۲۰ کیلووات (۲۹۹ اسب بخار متری؛ ۲۹۵ اسب بخار) | ۴۰۰ نیوتن متر (۲۹۵ پوند نیرو-فوت؛ ۴۱ کیلوگرم متر) | ۵٫۷ ثانیه                                        | ۲۱۰ کیلومتر بر ساعت (۱۳۰ مایل بر ساعت) |
| SU7 Max | ۱۰۱ کیلووات ساعت  | ۲۰۲۳–اکنون | تمام چرخ | ۴۹۵ کیلووات (۶۷۳ اسب بخار متری؛ ۶۶۴ اسب بخار) | ۸۳۸ نیوتن متر (۶۱۸ پوند نیرو-فوت؛ ۸۵ کیلوگرم متر) | ۲٫۷۸ ثانیه                                       | ۲۶۵ کیلومتر بر ساعت (۱۶۵ مایل بر ساعت) |